# Shigeru Chiba
Shigeru Chiba (千葉 繁?, Chiba Shigeru; Kikuchi, 4 febbraio 1954) è un attore e doppiatore giapponese.
Il suo vero nome è Masaharu Maeda (前田 正治?, Maeda Masaharu). Attualmente lavora per l'azienda 81 Produce. Ha anche lavorato come direttore di effetti sonori e come direttore musicale.

## Doppiaggio

### Serie TV
- Anpanman (Dr. Hiyari)
- Area 88 (Killer #1)
- Astro Boy (Pitatto)
- Beast Machines (Megatron)
- Beast Wars (Megatron)
- Beet the Vandel Buster (Merumondo)
- Black Jack (Dottor Andō)
- Bleach (Don Kanonji)
- Blue Noah - Mare spaziale (Michirō Tamura)
- Bobobo-bo Bo-bobo (Hydrate)
- Carletto il principe dei mostri (Uomo Pesce dell'Amazzonia)
- Chikkun Takkun (Dr. Hell)
- Cooking Papa (Murakami-san)
- Denkō Chōtokkyū Hikarian (Black Express)
- Densetsu kyojin Ideon (Gantsu Parkingson)
- Detective Conan (Kanenori Wakita)
- Dokaben (Tetsuji Yamaoka)
- Dokkiri Doctor (Hajime Mizukoshi)
- Dorohedoro (Chidaruma)
- Dragon Ball (Pilaf, Iruka)
- Dragon Ball Z (Radish, Garlic Jr.)
- Dragon Ball GT (Pilaf)
- Dragon Ball Kai (Radish, Nonno Gohan)
- Dragon Ball Super (Pilaf)
- Dr. Slump & Arale (Tsun Tsukutsun, Time, Donbe, Matsuyama)
- Evelyn e la magia di un sogno d'amore (Gera Gera)
- Fang of the Sun Dougram (George Juldan)
- Galaxy Angel (Mr. God)
- Ge Ge Ge no Kitaro (quarta serie) (Ratman)
- Guru Guru - Il girotondo della magia (Hatton)
- Handyman Saitou in Another World (Re Demone Dorg)[1]
- Heisei Tensai Bakabon (Omawari-san, Rerere no Ojisan)
- High School! Kimengumi (Rei Ichidō)
- I cavalieri dello zodiaco (Birnam)
- Il magico mondo di Gigì (Gajira)
- Il violinista di Hamelin (Oboe)
- Inukami! (Kawarazaki Naoki)
- Jeanne la ladra del vento divino (Ufficiale Tōdaiji)
- Jujutsu kaisen - Sorcery Fight (Jogo)
- Kage Kara Mamoru! (Alien Captain)
- Ken il guerriero (Joker, Narratore, Jakō, Kuro-Yasha)
- Kengan Ashura (Erioh Kure)
- Kikōkai Garian (Red Windu)
- Kimba, il leone bianco (terza serie) (Koko)
- Kinnikuman: Scramble for the Throne (Kinniku Ataru, Kazuo Nakano)
- Konjiki no Gash Bell! (Belgim E.O.)
- Kuma no Pūtarō (Babo-chan '95!!)
- La legge di Ueki (Gengorō Ueki)
- Lady Oscar
- Lamù (Megane)
- Le bizzarre avventure di JoJo: Diamond is Unbreakable (Yoshihiro Kira)
- Magica magica Emi (Teranobu Kuniwake)
- Maison Ikkoku (Yotsuya, Sōichirō (il cane))
- Marude Dameo (Sub)
- Mashin Eiyūden Wataru (Death God)
- Midori no Makibaō (Chū Hyōei)
- Mikami Agenzia Acchiappafantasmi (Dottor Chaos)
- New Panty & Stocking with Garterbelt (Corset)
- Niente paura, c'è Alfred! (Dolf)
- Ōi! Ryūme (Izō Okada)
- Omakase Scrappers (Nikkado, Jentoru)
- One Piece (Bagy)
- Osomatsu-kun (Honkan, Rerere no Oji, Nyarome)
- Overlord (Sebas Tian)
- Panty & Stocking with Garterbelt (Corset)
- Patlabor (Shigeo Shiba)
- Peter Rabbit (Johnny)
- Psychic Academy (Boo Velka Receptor Arba)
- Questa allegra gioventù (Kenji Morimatsu, Shinichirō Ōta)
- Ranma ½ (Sasuke Sarugakure)
- Rerere no Tensai Bakabon (Omawari-san, Rerere no Ojisan)
- Sailor Moon SuperS (Schiaccianoci, un mostro nemico)
- Sakigake!! Otokojuku (Onihige, Manjimaru)
- Salad Jūyūshi Tomatoman (Lord Kamakiri)
- Science Ninja Team Gatchaman (Zako)
- Shin Osomatsu-kun (Honkan-san, Rerere no Oji-san, Nyarome)
- Sandy dai mille colori (Kokkō)
- Sōkō kihei Votoms (Vanilla Varta)
- Spider Riders (Brutus)
- Superkid eroe bambino (versione del 1983) (Sabu)
- Super Ladri (Conte Orlok)
- Time Trouble Tondekeman (Tondekeman)
- Tottemo! Luckyman (Doryoku Sugita, Doryokuman)
- Touch (Shingo Uesugi, Punch)
- Trigun Stampede (Nebraska)
- Tsuyoshi Shikkari Shinasai (Tsukasa Watanabe)
- Virtua Fighter (Lau Chan, Narratore)
- Yes! Pretty Cure 5 GoGo! (Direttore)
- Yokoyama Mitsuteru Sangokushi (Hua Xiong)
- Yu-Gi-Oh! (Kokurano)
- Yu degli spettri (Kazuma Kuwabara)
- Zettai Zetsumei Denjarasu Jī-san (Principale)

### OAV
- Il cuneo dell'amore (Luke)
- Bastard! (Daiamon)
- Dangaio (Gil Burg)
- Genocyber (Radneck)
- I.R.I.A - Zeiram the Animation (Fujikuro)
- Legend of the Galactic Heroes (E.J. Mackenzie)
- Megazone 23 Part II (Lightning)
- Ojamajo Doremi Na-i-sho (padre di Kazuya Yoshida)
- Original Dirty Pair OVA 5: Nobody Played There Anymore (Li)
- Patlabor (Shigeo Shiba)
- Ultraman: Super Fighter Legend (Ace Killer and Kanegon)

### Film d'animazione
- Dragon Ball: Il torneo di Miifan (Pilaf)
- Dragon Ball Z: La vendetta divina (Nicky)
- Ghost in the Shell (Janitor)
- Konjiki no Gash Bell!!: 101 Banme no Mamono (Mop Demon)
- Lupin III - La cospirazione dei Fuma (Kazami)
- Lupin III - L'amore da capo: Fujiko's Unlucky Days (Nazaroff)
- Maison Ikkoku Kanketsuhen (Yotsuya, Sōichirō-san (il cane))
- Il mio vicino Totoro (Kusakari-Otoko)
- Patlabor the Movie (Shigeo Shiba)

### Videogiochi
- Virtua Fighter 2 (Lau Chan)
- Far East of Eden: Kabuki Klash (Mantu)
- Virtua Fighter 3 (Lau Chan)
- Fighters Megamix (Lau Chan)
- Brave Fencer Musashi (Rootrick)
- Virtua Fighter 4 (Lau Chan)
- Virtua Quest (Lau Chan)
- Fist of the North Star (Komaku)
- Virtua Fighter 5 (Lau Chan)
- Dissidia Final Fantasy (Kefka Palazzo)
- Dōkyūsei (Kantarō)
- One Piece - Grand Battle (Bagy)
- Kinnikuman Muscle Grand Prix Max (Kinniku Ataru)
- Patlabor serie (Shigeo Shiba)
- Popful Mail (Gaw, Nuts Cracker)
- Puyo Puyo CD (Skeleton T, Sasoriman)
- Puyo Puyo CD 2 (Skeleton T, Sasoriman)
- Shadow Hearts: Covenant (Guran Gama)
- Soulcalibur: Broken Destiny (Dampierre)
- Spider-Man the Video Game (Narratore)
- Super Bomberman World (Earth Bomber)
- Super Robot Wars Impact (Gil Berg)
- Tengai Makyou (Mantō, Kikugorō)
- Soulcalibur V (Dampierre)
- JoJo's Bizarre Adventure: All Star Battle (Iggy)
- Granblue Fantasy (Yodarha, F.A.N.G)
- Guilty Gear Xrd -REVELATOR- (Robo-Ky)
- Street Fighter V (F.A.N.G)
- Dragon Quest Rivals (Sir Mervyn)
- Xenoblade Chronicles 2 (Azurda)
- Kirby Star Allies (Lord Hyness)
- Marvel's Spider-Man (videogioco 2018) (Cuoco/Stan Lee)
- Xenoblade Chronicles 2: Torna - The Golden Country (Azurda)
- Super Smash Bros. Ultimate (Azurda)
- Kingdom Hearts III (Even)
- One Piece: World Seeker (Buggy)
- Dragon Quest XI S: Echi di un'era perduta - Edizione Definitiva (Sultano di Galoppoli)
- Dragon Ball Z: Kakarot (Radish, Pilaf)
- Nioh 2 (Matsunaga Hinahide)
- One Piece: Pirate Warriors 4 (Buggy)
- Final Fantasy VII Remake (Professor Hojo)
- Ghost of Tsushima (Sensei Ishikawa)
- Kingdom Hearts Melody of Memory (Even)
- Famicom Detective Club: The Missing Heir (Myoujin Station Clerk)
- Guilty Gear -STRIVE- (Robo-Ky)
- Live A Live (Remake) (Karakuri Gennai, Unryu il prete)
- Xenoblade Chronicles 3 (Gray)
- JoJo's Bizarre Adventure: All Star Battle R (Yoshihiro Kira)
- Crisis Core: Final Fantasy VII Reunion (Professor Hojo)
- Fitness Boxing: Fist of the North Star (Narratore)
- Kirby Return to Dream Land Deluxe (Maschera Hyness)
- Bayonetta Origins: Cereza and the Lost Demon (Púca)
- Resident Evil 4 (videogioco 2023) (Mercante)
- CRYMACHINA (Letheia)
- Ys X: Nordics (Old Man)
- Dragon Quest X: Rise of the Five Tribes Offline (Isshou)
- Jujutsu Kaisen Cursed Clash (Jogo)
- Granblue Fantasy: Relink (Yodarha)
- Final Fantasy VII Rebirth (Professor Hojo)
- Unicorn Overlord (Elgor)
- Visions of Mana (Von Boyage)
- Dragon Ball: Sparking! Zero (Radish, Pilaf, Garlic Jr.)
- Farmagia (Dentro)

### Altri ruoli
- Meteor (Narratore)
- La mummia (Hassan)
- SD Gundam Gashapon Wars (Narratore)
- Super Mario Bros. (Spike)
- T-Rex (Big Boss/Little Boss)
- The Brave Little Toaster (Hanging Lamp)
- Teletubbies (voce maschile di Trumpet)

## Direzioni effetti sonori

### Anime
- Kuma no Pūtarō
- Marina no Bōken
- Hoshin Engi
- Sister Princess
- Zettai Zetsumei Denjarasu Jī-san
- Amazing Nurse Nanako
- CB Chara Nagai Gō World
- Devilman Tanjōhen
- Kyūkyoku Chōjin R
- Maroko

### Live action
- Talking Head